# Brian Brown (baloncestista)
Brian Brown (Brooklyn, Nueva York, 19 de febrero de 1979) es un exjugador de baloncesto estadounidense que jugó ocho temporadas como profesional en ligas europeas y en ligas menores de su país. Con 1,92 metros de estatura, jugaba en la posición de base.

## Trayectoria deportiva

### Universidad
Jugó cuatro temporadas con los Buckeyes de la Universidad Estatal de Ohio, en las que promedió 10,7 puntos, 3,5 rebotes, 2,9 asistencias y 1,0 robos de balón por partido. En su última temporada fue incluido en el mejor quinteto de la Big Ten Conference, mientras que el año anterior se tuvo que conformar con aparecer en el tercer equipo.

### Profesional
Tras no ser elegido en el Draft de la NBA de 2002, fichó por el Telekom Baskets Bonn de la Basketball bundesliga alemana, donde jugó una temporada, en la que promedió 12,7 puntos y 2,4 asistencias por partido.
Regresó a su país al año siguiente para fichar por los Fayetteville Patriots de la NBA D-League, con los que disputó 20 partidos en los que promedió 8,2 puntos y 2,2 rebotes. Comenzó allí la temporada siguiente, pero dejó el equipo para regresar a la liga alemana, fichando por el TBB Trier, donde en su primera temporada promedió 18,6 puntos y 5,1 asistencias por partido, renovando una temporada más, en la que sus números fueron de 15,6 puntos y 5,2 asistencias por encuentro.
En 2006 cambió de aires al fichar por el Hyères-Toulon Var Basket francés. Allí jugó una temporada, en la que promedió 12,7 puntos y 3,2 rebotes por partido, para regresar de nuevo a Alemania al año siguiente al firmar con el Eisbären Bremerhaven, donde jugó una temporada, en la que promedió 10,5 puntos y 3,8 asistencias por encuentro.
Tras un breve paso por el Anwil Włocławek polaco, volvió a fichar por el TBB Trier, donde en su primera temporada de vuelta en el equipo promedió 10,4 puntos y 3,5 rebotes por partido. Pero mediada la temporada siguiente, en enero de 2010, anunció que rompía contrato con el equipo alemán, alegando razones personales.
En 2010 jugó el final de temporada con los Lugano Tigers de la Liga Nacional de Baloncesto de Suiza, a los que ayudó a conquistar el campeonato de liga, logrando 18 puntos y 7 rebotes en el cuarto y decisivo partido de las finales ante el Fribourg Olympic.